# 1982年亚洲运动会
第九届亚洲运动会于1982年11月19日至12月4日在印度新德里举行，正值亚洲奥林匹克理事会（OCA）正式成立，全权负责本届大会的事务。從本届亚洲运动会起，日本在亚洲体坛霸主地位被中國取而代之。
本屆亞運會共有33個國家和地區的4595名運動員參與21個比賽項目的競賽。

## 會徽
第9屆亞運會會徽主體為印度古迹曼探天台，並形成一個「A」字，代表亞洲，襯托著上方的太陽標誌，代表奧林匹克之光照耀亞洲。

## 吉祥物
第9屆亞運會吉祥物的原型是印度的國獸——亞洲象，取名“阿波”，象征智慧、力量和忠誠。它額頭點著朱砂痣，跳著印度舞，甩著長鼻子，熱烈歡迎來自亞洲各地的運動員們。它代表了特有的印度文化和風土人情。

## 參賽國家及地區
| - 阿富汗 - 巴林 - 中國 - 香港 - 印度尼西亞 - 伊朗 | - 伊拉克 - 日本 - 科威特 - 黎巴嫩 - 马来西亚 - 馬爾地夫 | - 蒙古国 - 緬甸 - 尼泊尔 - 阿曼 - 巴基斯坦 - 菲律賓 - 沙烏地阿拉伯 | - 新加坡 - 斯里蘭卡 - 叙利亚 - 泰國 - 阿联酋 - 越南 - 北也門 - 南也門 - 印度（东道主） |

## 比赛项目
| - 游泳 - 射箭 - 田徑 - 羽毛球 - 籃球 - 拳擊 - 自行车 | - 馬術 - 足球 - 體操 - 高爾夫球 - 手球 - 曲棍球 - 賽艇 | - 帆船 - 射擊 - 網球 - 乒乓球 - 排球 - 舉重 - 摔跤 |

## 活跃运动员
1. 日本52公斤级举重运动员真锅和人在与中国、印尼选手成绩相同时，最后以体重轻300克优势获胜。
2. 爆冷门的铅球冠军是中国女运动员李贞梅、成绩17米77。
3. 中国最年轻的运动员是体操运动员楼云、获1金。
4. 中国运动员张伟国获10000米跑冠军，因为前三名的成绩相差不到一秒而被说是最惊险的冠军。
5. 中国女子体操队获奖牌最多的运动员是吴佳妮、获4金，两项第一，两项第二。
6. 中国女乒队员曹燕华狂揽4金。
7. 中国运动员李伟获男子铁饼冠军。
8. 中国队首金是男子10米气步枪团体金牌。
9. 被誉为“空中飞人”的著名跳高运动员是中国著名跳高运动员朱建华，他在本屆亚运会上越过2.33米获得金牌。
10. “神行太保”是中国竞走运动员王春堂，破亚运会纪录获得冠军。
11. 被称为“驯马手”的运动员是中国体操运动员李小平。
12. “泳坛巨人”是黄广良。
13. 亚运男子4X100米自由泳接力赛冠军：黄广良、黄国华、万强、李忠谊。
14. 被评为本届亚运会“青年榜样”的是中国赛艇选手刘群，因为其运动成绩突出。
15. 中国体操运动员李宁获奖牌最多。

## 奖牌榜
| 排名 | 国家／地区 | 金牌 | 银牌 | 铜牌 | 總數 |
| ---- | ---------- | ---- | ---- | ---- | ---- |
| 1    | 中國       | 61   | 51   | 41   | 153  |
| 2    | 日本       | 57   | 52   | 44   | 153  |
| 3    |            | 28   | 28   | 37   | 93   |
| 4    |            | 17   | 19   | 20   | 56   |
| 5    | 印度       | 13   | 19   | 25   | 57   |
| 6    | 印度尼西亞 | 4    | 4    | 7    | 15   |
| 7    | 伊朗       | 4    | 4    | 4    | 12   |
| 8    | 巴基斯坦   | 3    | 3    | 5    | 11   |
| 9    | 蒙古国     | 3    | 3    | 1    | 7    |
| 10   | 菲律賓     | 2    | 3    | 9    | 14   |
| ...  |            |      |      |      |      |
| 總計 | 總計       | 199  | 200  | 215  | 614  |